# L'Âme de l'homme sous le socialisme

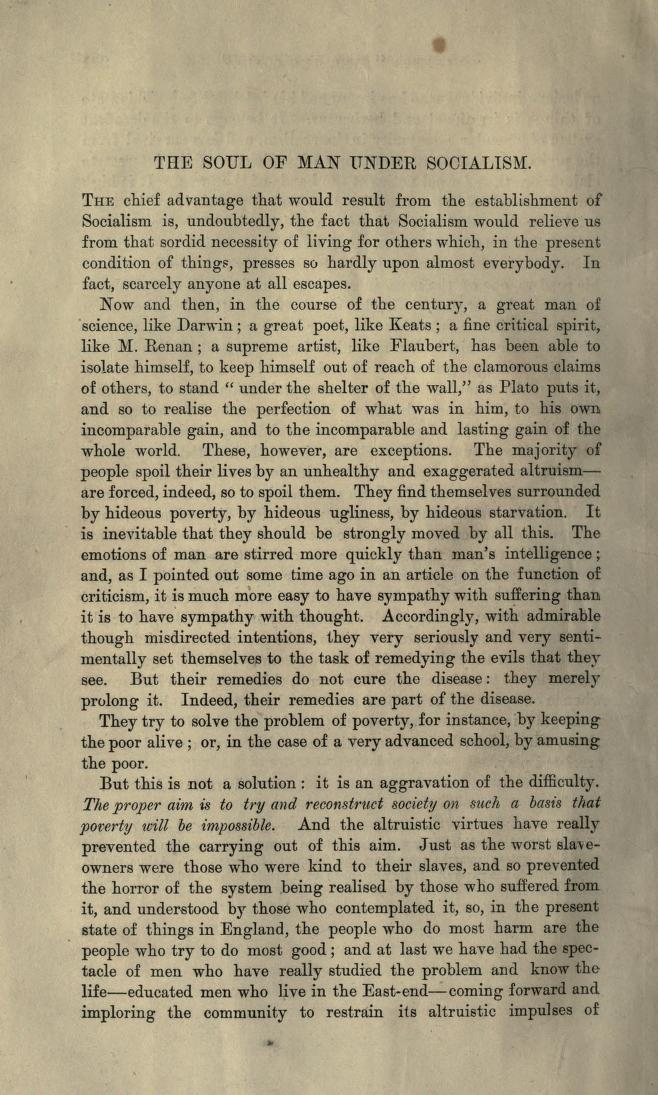
The Soul of Man under Socialism, première page de la première édition dans la Fortnightly Review, février 1891.

L'Âme de l'homme sous le socialisme (The Soul of Man under Socialism) est un essai d'Oscar Wilde publié en 1891 défendant une vision individualiste libertaire dans un monde socialiste.
L'auteur défend passionnément une société égalitaire dans laquelle la richesse serait partagée entre tous, tout en mettant en garde contre les dangers d'un socialisme autoritaire qui détruirait toute individualité. Il précise plus tard « Je pense que je suis un peu plus qu'un socialiste. J'ai quelque chose d'un anarchiste, je pense ».

## Éditions en français
- L'âme de l'homme sous le socialisme, in Frank Harris, Henry D Davray, Madeleine Vernon, Bernard Shaw, Oscar Wilde, La Vie et les Confessions d'Oscar Wilde, tome 1, trad. Henry-D. Davray, Paris, Mercure de France, 1928, (OCLC 369102620).
- L'homme et son âme devant la société, trad. Daniel Mauroc, Paris, J.J. Pauvert, 1971, (OCLC 462790693).
- L'âme de l'homme sous le socialisme, Pavillons sous Bois. Éditions Ressouvenances. 1986.
- L'âme de l'homme sous le socialisme, Fayard/Mille et une nuits, 2013,  (ISBN 978-2755507034).